# Trójmiasto

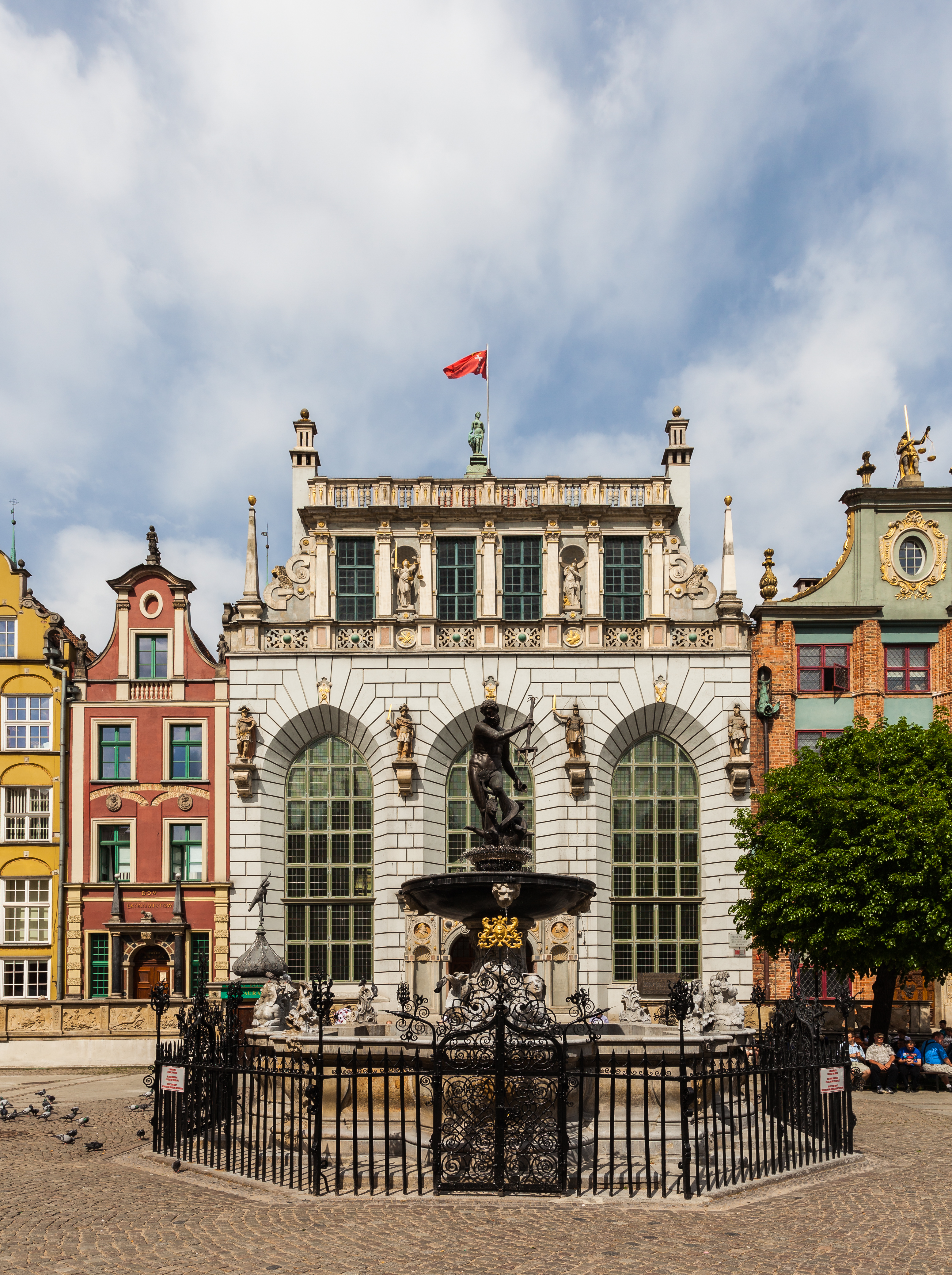
Gdańsk

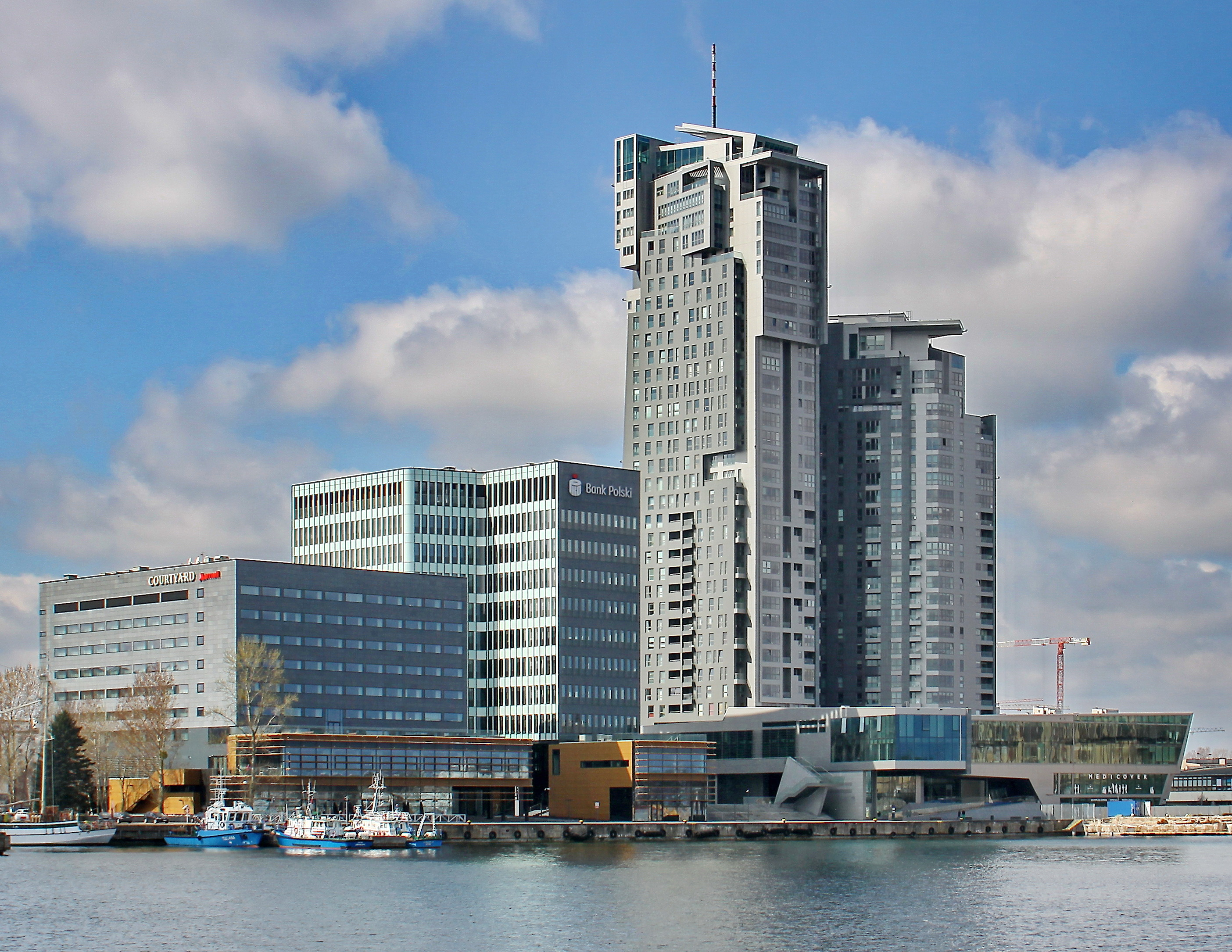
Gynia

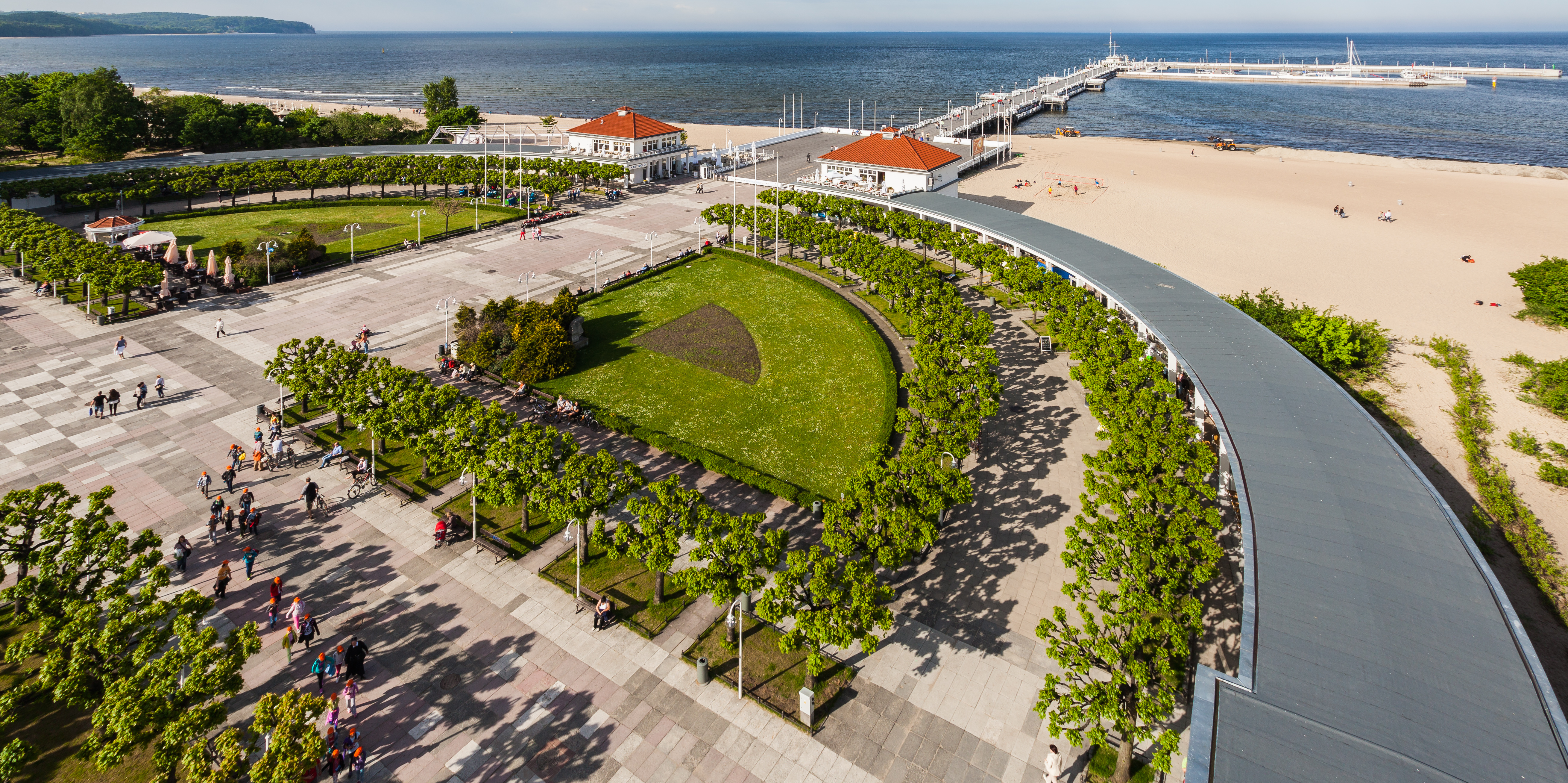
Sopot

Ba thành phố (tiếng Ba Lan: Trójmiasto [phát âm tiếng Ba Lan: [trujˈmʲastɔ]], tiếng Kashubia: Trzëgard) là một khu vực đô thị ở Ba Lan bao gồm ba thành phố ở Pomorskie: Gdańsk, Gdynia và Sopot, cũng như các thị trấn nhỏ trong vùng lân cận. Chúng nằm liền kề nhau, liên tiếp trên bờ biển vịnh Gdańsk, biển Baltic, ở tỉnh Pomorskie, miền bắc Ba Lan. Khu vực đô thị Trójmiasto có dân số hơn 1 triệu người.
Tên Trójmiasto trước đây chỉ sử dụng không chính thức hoặc bán chính thức, cho đến ngày 28 tháng 3 năm 2007, khi "Thỏa thuận Ba thành phố" (Karta Trójmiasta) được ký kết như một tuyên bố về sự hợp tác của các thành phố.

## Kinh tế
Gần 35% người nộp thuế từ Trójmiasto nằm trong nhóm thu nhập chịu thuế trung bình và cao (trung bình cho Ba Lan 10%). Khoảng 12% người nộp thuế Trójmiasto thuộc nhóm thu nhập chịu thuế cao nhất (trung bình 3% của Ba Lan).

## Dân số
Tổng dân số của 3 thành phố trong Trójmiasto (Gdańsk + Gdynia + Sopot):
- XII.1960: 481.100 cư dân (286.900 + 150.200 + 44.000)
- XII.1970: 604.800 cư dân (365.600 + 191.500 + 47.700)
- XII.1975: 693.800 cư dân (421.000 + 221.100 + 51.700)
- XII.1980: 744.400 cư dân (456.700 + 236.400 + 51.300)
- XII.2004: 754.960 cư dân (460.524 + 253.650 + 40.785)
- XII.2006: 748.126 cư dân (456.658 + 251.844 + 39.624)
- XII.2018: 748.986 cư dân (466.631 + 246.309 + 36.046)

Khu vực đô thị Trójmiasto cũng bao gồm Wejherowo, Reda, Rumia, Pruszcz Gdański và một số cộng đồng khác. Tổng dân số năm 2006 là 1.100.500, với diện tích 1580,69   km².
Khu đô thị mở rộng của Trójmiasto bao gồm các thành phố sau: 
| thành phố       | khu vực 1996 km² | khu vực 2017 km² | Dân số năm 1996 | Dân số năm 1999 | Dân số năm 2003 | Dân số năm 2018 |
| Gdańsk          | 265,03           | 261,96           | 462.336         | 457.937         | 461.011         | 466.631         |
| Gynia           | 135,49           | 135,14           | 251.932         | 255.014         | 253.500         | 246.309         |
| Sopot           | 17,31            | 17,31            | 43.360          | 42.333          | 41.017          | 36.046          |
| Pruszcz Gdański | 16,47            | 16,47            | 21.470          | 21.757          | 23.187          | 30.878          |
| Rumia           | 32,86            | 30.10            | ?               | 40 200          | 43 000          | 49.031          |
| Reda            | 26,39            | 33,46            | 15.422          | 17,510          | 17.868          | 25.810          |
| Wejherowo       | 25,65            | 26,99            | 47.357          | 47.038          | 46.900          | 49.789          |
| Toàn bộ         | 513,42           | 504,96           | 882.871         | 884.080         | 885.240         | 904.494         |

Theo công bố chính thức của EU  dân số của Khu đô thị lớn hơn 1 098 379.

## Đại diện nước ngoài
Gdańsk:
- Lãnh sự Vương quốc Đan Mạch
- Tổng lãnh sự quán Trung Quốc
- Tổng lãnh sự quán Nga
- Tổng lãnh sự quán Cộng hòa Bêlarut
- Tổng lãnh sự quán Cộng hòa Liên bang Đức
- Tổng lãnh sự quán Ukraine
- Lãnh sự danh dự của Cộng hòa Dân chủ Liên bang Ethiopia
- Lãnh sự danh dự của Vương quốc Liên hiệp Anh và Bắc Ireland
- Lãnh sự danh dự Cộng hòa Latvia
- Lãnh sự danh dự của Cộng hòa Litva
- Lãnh sự danh dự của Hoa Kỳ Mexico
- Lãnh sự danh dự của Vương quốc Hà Lan
- Lãnh sự danh dự của Peru
- Lãnh sự danh dự của Vương quốc Tây Ban Nha

Gdynia:
- Tổng lãnh sự quán Vương quốc Thụy Điển
- Tổng lãnh sự quán Rumani
- Lãnh sự danh dự Cộng hòa Séc
- Lãnh sự danh dự của Cộng hòa Phần Lan
- Lãnh sự danh dự của Ý
- Lãnh sự danh dự của Azerbaijan
- Lãnh sự danh dự của Cộng hòa Áo
- Lãnh sự danh dự Chile
- Lãnh sự danh dự Cộng hòa Síp
- Lãnh sự danh dự của Cộng hòa Nhân dân Bangladesh
- Lãnh sự danh dự của Vương quốc Na Uy
- Lãnh sự danh dự của Pháp

Sopot:
- Tổng lãnh sự quán Cộng hòa Iceland
- Lãnh sự danh dự Cộng hòa Slovakia